# Parti communiste révolutionnaire (Chili)
Pour les articles homonymes, voir Parti communiste révolutionnaire.

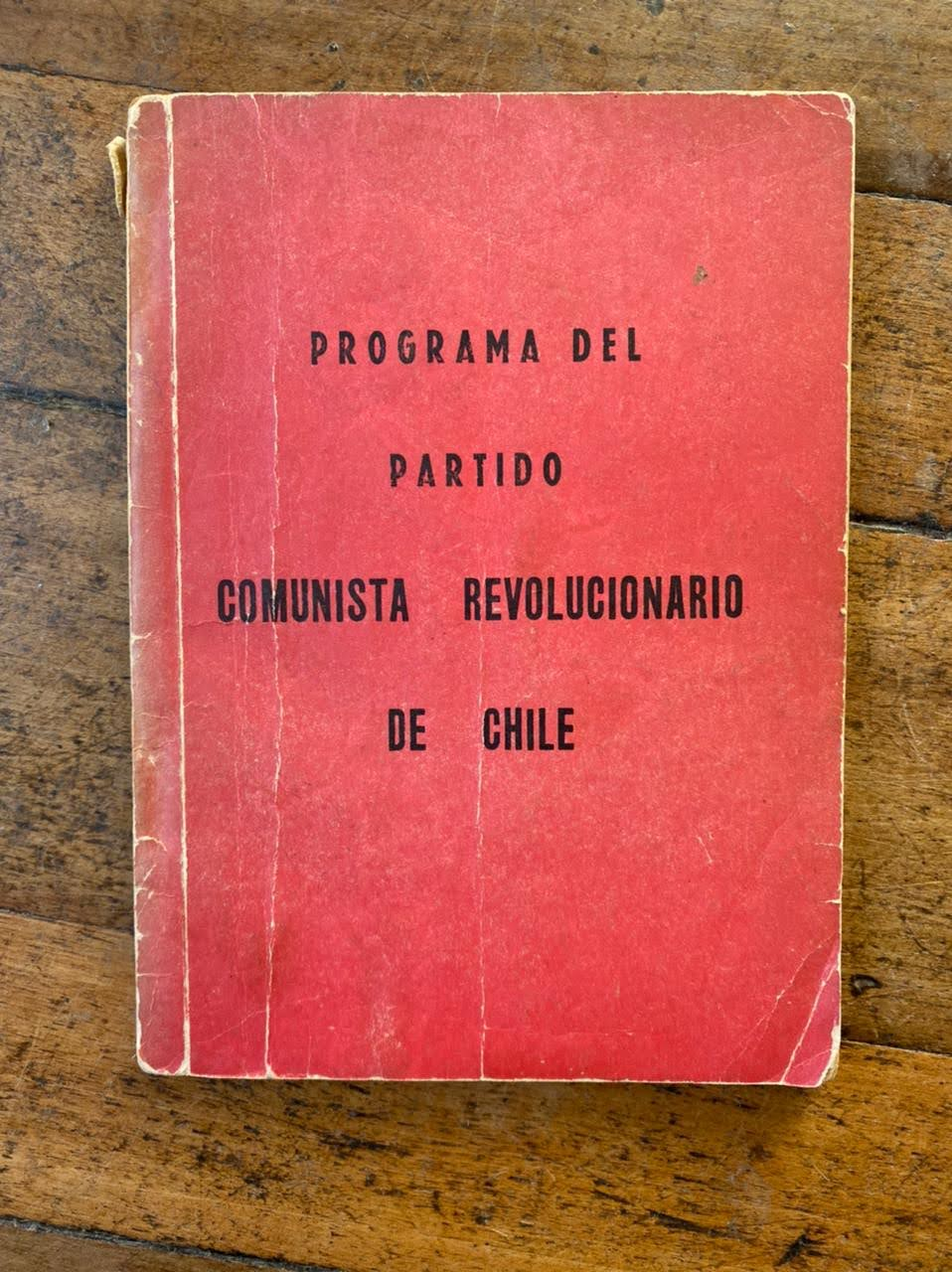
Programme politique du Parti communiste révolutionnaire du Chili.

Parti Communiste Révolutionnaire (en Espagnol: Partido Comunista Revolucionario), Parti communiste pro-chinois fondé au Chili en 1966. Les fondateurs du Parti Communiste Révolutionnaire ont appartenu au groupe ESPARTACO (dirigé par le sénateur de Valparaíso Jaime Barros Pérez Cotapos), à un groupe qui avait été expulsé du Parti communiste du Chili (PCCh), et à l'Union Communiste Révolutionnaire, un autre groupe expulsé du PCCh. Le Parti Communiste Révolutionnaire a été dirigé par Jorge Palacios et David Benquis.
Le Parti Communiste Révolutionnaire éditait les revues El Pueblo et Causa Marxista-Leninista.
En 1984 le Parti Communiste Révolutionnaire fut l'une des trois organisations fondatrices du Mouvement révolutionnaire internationaliste.
Le Parti Communiste Révolutionnaire a été dissout à la suite de différends internes. Une section créa par la suite l'organisation communiste Recabarren en 1985.